# Maliniak (Wielbark)
Maliniak (deutsch Neu Werder) ist ein kleines Dorf in der polnischen Woiwodschaft Ermland-Masuren und gehört zur Gmina Wielbark (Stadt- und Landgemeinde Willenberg) im Powiat Szczycieński (Kreis Ortelsburg).

## Geographische Lage
Maliniak liegt westlich des Waldpuschflusses (polnisch Wałpusza) in der südlichen Mitte der Woiwodschaft Ermland-Masuren, 14 Kilometer südlich der Kreisstadt Szczytno (deutsch Ortelsburg).

## Geschichte
Neun Eigenkätner auf dem Lattana-Etablissement ansässig waren, gründeten am 11. Juni 1821 aus Resten des Dlotower Reviers eine Siedlung und gaben ihr den Namen „Neu Werder“. Wiederholte und massive Überschwemmungen ließen den wirtschaftlichen Erfolg der Siedler nur sehr mäßig gelingen. Bemerkenswerte Fortschritte in der wirtschaftlichen Entwicklung lassen sich erst nach der Regulierung des Waldpuschflusses in den 1930er Jahren feststellen.
Zwischen 1874 und 1945 war Neu Werder in den Amtsbezirk Groß Lattana (polnisch Łatana Wielka) eingegliedert, der – 1938 in „Amtsbezirk Großheidenau“ umbenannt – zum ostpreußischen Kreis Ortelsburg gehörte.
Im Jahre 1910 waren in Neu Werder 103 Einwohner registriert. Ihre Zahl sank bis 1933 auf 90 und belief sich 1939 noch auf 81.
Aufgrund der Bestimmungen des Versailler Vertrags stimmte die Bevölkerung in den Volksabstimmungen in Ost- und Westpreussen am 11. Juli 1920 über die weitere staatliche Zugehörigkeit zu Ostpreußen (und damit zu Deutschland) oder den Anschluss an Polen ab. In Neu Werder stimmten 75 Einwohner für den Verbleib bei Ostpreußen, auf Polen entfielen keine Stimmen.
In Kriegsfolge kam Neu Werder 1945 mit dem gesamten südlichen Ostpreußen zu Polen. Das Dorf erhielt die polnische Namensform „Maliniak“ und ist heute eine Ortschaft innerhalb der Stadt- und Landgemeinde Wielbark (Willenberg) im Powiat Szczycieński (Kreis Ortelsburg), bis 1998 der Woiwodschaft Olsztyn, seither der Woiwodschaft Ermland-Masuren zugehörig. Im Jahre 2011 zählte das Dorf 40 Einwohner.

## Kirche
Vor 1945 war Neu Werder kirchlicherseits zur Stadt Wielbark (Willenberg) hin orientiert: zur dortigen evangelischen Kirche in der Kirchenprovinz Ostpreußen der Kirche der Altpreußischen Union sowie zur römisch-katholischen Pfarrei dort, die damals zum Bistum Ermland gehörte. Katholischerseits besteht auch heute noch der Bezug zur Stadt Wielbark, jetzt allerdings im Erzbistum Ermland gelegen. Die evangelischen Einwohner sind der Kirche in Szczytno (Ortelsburg) in der Diözese Masuren der Evangelisch-Augsburgischen Kirche in Polen zugeordnet.

## Verkehr
Maliniak liegt an einer Nebenstraße, die Lejkowo (Röblau) mit Zabiele (Sabiellen, 1938 bis 1945 Hellengrund) verbindet. Ein Anschluss an den Bahnverkehr existiert nicht.